# ハーモニアス
ハーモニアス (HarmonioUS) は、エプコットにて開催されている夜のレギュラーエンターテイメントショー。

## 概要
ウォルト・ディズニー・ワールド・リゾート内のエプコットで2021年10月1日から公演が開始。ディズニーの音楽を通じての「世界の団結と連帯」をテーマにしたショーで、世界各国の言語や民族楽器でアレンジしたディズニーの音楽に合わせて噴水や照明や花火で演出されたスペクタクルなショー。9の異なる国とアメリカの五つの州から音楽家やアーティストが音源の作成に参加しており、その数は240人近くに上る。時間は約15分間。
2023年1月10日、2023年4月2日をもって終了すると発表。新たなショーが開催されるまでの間、「エプコット・フォーエバー」が再開されるとのこと。

## 使用楽曲
オープニング
- エプコットのテーマ - EPCOT Anthem
- ヴェリィ （Vuelie） - アナと雪の女王より
- タガロア神への祈り （Tulou Tagaloa） - モアナと伝説の海より
- サークル・オブ・ライフ （Circle of Life） - ライオン・キングより
- ノートルダムの鐘 （The Bells of Notre Dame） - ノートルダムの鐘より
- どこまでも～How Far I’ll Go〜 （How Far I'll Go） - モアナと伝説の海より
- ゴー・ザ・ディスタンス （Go the Distance） - ヘラクレスより

世界各国の音楽
- アラビアン・ナイト （Arabian Nights）- アラジンより
- 君のようになりたい （I Wan'na Be Like You） - ジャングル・ブックより
- リフレクション  （Reflection） - ムーランより
- ハクナ・マタタ （Hakuna Matata） - ライオン・キングより
- 愛を感じて （Can You Feel the Love Tonight） - ライオン・キングより
- プロローグ （Prologue） - 美女と野獣より
- 僕の願い （Out There） - ノートルダムの鐘より
- タッチ・ザ・スカイ （Touch the Sky） - メリダとおそろしの森より
- リメンバー・ミー （Remember Me） - リメンバー・ミーより
- 音楽がぼくの家族 （El Mundo Es Mi Familia） - リメンバー・ミーより
- もう一度考えて （Dig a Little Deeper） - プリンセスと魔法のキスより

エンディング
- サムデイ - Someday - ノートルダムの鐘より
- エプコットのテーマ - EPCOT Anthem

## トリビア
- 参加したミュージシャンの中には、ミュージカル「ロミオとジュリエット」の主演として知られる、フランスの歌手のダミアン・サルグ（Damien Sargue）や、元ケルティック・ウーマンのマレード・ネスビット（Máiréad Nesbitt）、「Despacito」で知られるプエルトリコの歌手、ルイス・フォンシ（Luis Fonsi）、「ジェシー & ジョイ（Jesse & Joy）」のジョイ（Joy）らが含まれる[2]。